# James Rodríguez
James David Rodríguez Rubio (Cúcuta, Norte de Santander, 12 de julio de 1991) es un futbolista colombiano que juega como centrocampista en el Club León de la Primera División de México. Es internacional absoluto con la selección de Colombia, de la que es su capitán.
Fue elegido en 2014 por el Centro Internacional de Estudios del Deporte como el segundo mejor centrocampista ofensivo de Europa. Fue el vencedor de la Bota de Oro del Mundial Brasil 2014, tras anotar seis tantos que permitieron que su selección nacional alcanzara los cuartos de final del torneo, siendo hasta la fecha la mejor actuación de Colombia en un Mundial. Uno de estos tantos fue premiado como el mejor gol del Mundial y tiempo después ganó el Premio Puskás que lo acredita como mejor gol del año 2014.
En la Copa América 2024 ganó el premio al mejor jugador del campeonato. También superó el récord de Lionel Messi como máximo asistidor en una sola edición, Colombia terminaría subcampeona en este torneo.

## Trayectoria

### Inicios en Sudamérica
James David Rodríguez Rubio nació en Cúcuta el 12 de julio de 1991. Desde muy pequeño se fue a la ciudad de Ibagué donde vivió su infancia y estudió en el colegio Tolimense. Gracias al apoyo de su madre, Pilar Rubio Gómez, fue parte de buenas escuelas de fútbol de la ciudad, donde siempre jugó con la camiseta número 10. En el Polideportivo 14 de Octubre y en otras canchas de la ciudad. También empezó a mostrar su gran habilidad para disparar con la zurda con potencia y precisión, pero fue en la Academia Tolimense de fútbol donde logró conseguir el título de la Ponyfútbol en Medellín, a los doce años.
En 2006, el Envigado Fútbol Club se fijó en él y creyó en su talento para hacerse futbolista profesional. James y su familia se fueron a vivir a Medellín y a sus catorce años debutó como profesional en el torneo de la A, aunque el Envigado F. C. descendió. Al año siguiente, logró su primer campeonato en la B y regresó a la Categoría Primera A. Gracias a esto, hizo parte de la selección sub-17 de Colombia con la que clasificaron y jugaron el Mundial de 2007 en Corea del Sur.
Después de su paso por el Envigado F. C., estuvo cerca de ser traspasado al Millonarios FC junto con Jonathan Estrada. Finalmente el equipo albiazul decide nada más contratar a Estrada mientras que James fichó por el Club Atlético Banfield, que lo adquirió en calidad de cedido durante dos años a comienzos de 2008, donde debutó en la primera fecha del Torneo Clausura 2009 contra Godoy Cruz. James se convirtió en el jugador extranjero más joven en debutar y marcar un gol en la primera división del fútbol argentino con tan solo diecisiete años, en el primer semestre de 2009. El 13 de diciembre de 2009, se consagró campeón del Torneo Apertura con Banfield a la edad de dieciocho años, siendo el extranjero más joven en salir campeón en la Argentina, logrando un hecho inédito en la historia del club del sur de Buenos Aires. En aquella temporada marcó goles importantes, uno de ellos a Newell's quien sería el principal competidor de Banfield en la disputa por el campeonato. James es considerado un ídolo en el club argentino por ser parte del once que hizo escribir la página dorada más importante del club. Ya que ha sido el único título en su historia.
A comienzos de 2010, se hizo formal la posibilidad de que el joven jugador fuera transferido al Udinese. Equipo que estaba dispuesto a pagar aproximadamente 3 millones de dólares estadounidenses por el 50 % de su pase. También se abrió la posibilidad de que el volante se pasara a la Juventus.
El colombiano tuvo una destacable actuación en la Copa Libertadores, marcando el primer gol su equipo en la victoria 2-1 al Monarcas Morelia de México. Después anotó el gol definitivo sobre Deportivo Cuenca en la victoria por 1-4 en la tercera fecha por el grupo 6, y marcó un doblete en el empate por 2-2 frente al Nacional de Uruguay el 10 de marzo. Terminó la Libertadores con cinco goles, teniendo solo diecinueve años. Su buena campaña lo catapultó como uno de los principales talentos jóvenes de Sudamérica.

### FC Porto
Primeros pasos en Europa
El 6 de julio de 2010, fue presentado como nuevo jugador del Fútbol Club Oporto con un contrato de cuatro años por 5,1 millones de euros.
Debutó con el conjunto portugués en un partido de la Liga Europa de la UEFA contra el CSKA Sofia de Bulgaria el 30 de septiembre. Su primer gol con el club lo consiguió ante el mismo rival, donde su equipo ganó por 3-1 el 15 de diciembre.
Primer Titulo Europeo
El 18 de mayo de 2011, derrotaron en la final de la segunda competición europea al Braga y logró coronarse Campeón del certamen, con su compatriotas y compañeros de club Radamel Falcao García y Freddy Guarin. James participó de los minutos finales de ese encuentro y fue pieza importante en la corrida del "Equipo Dragón" en el transcurso del torneo continental. Cuatro días más tarde logran ganar la Copa de Portugal, donde marcaría su primer hat-trick como profesional, en la final que terminó 6-2 contra el Vitória Guimarães, consiguiendo así lo que es la cuarta competición ganada para el club blanquiazul en la temporada 2010-11.
El equipo, liderado por el brasileño Hulk y el colombiano James Rodríguez, venció a un rival que estuvo en inferioridad 50 minutos. Con goles del propio Hulk (min. 30) y Kléber (min. 50), los portugueses, actuales campeones de la Liga Europa, firmaron una exhibición anodina frente a un rival que llegó a jugar con nueve quince minutos, pero que se mostró poco ambicioso cuando estuvo en ventaja en el marcador, gracias al tanto de Luiz Adriano, en el minuto 11.
El 29 de septiembre de 2011 se estrenó como goleador de la Liga de Campeones. El colombiano abrió el marcador a los 10 minutos pero el conjunto portugués terminó perdiendo 3 a 1 ante el Zenit de San Petersburgo.
En 2011 fue nominado al Golden Boy 2011. El 2 de marzo de 2012, sería la gran figura del Oporto en la victoria 3-2 sobre el Benfica jugando apenas 36 minutos donde anotaría un gol y una asistencia para el gol del triunfo.
El 4 de agosto de 2012, James publicó en su cuenta de Facebook su nuevo dorsal para la temporada 2012-13, el cual fue el número 10. El lunes 8 de octubre se dio a conocer que fue escogido por los aficionados de la liga portuguesa como el mejor jugador de agosto y septiembre. El 1 de febrero de 2013, el Porto dio a conocer que adquirió la totalidad de sus derechos deportivos. Al finalizar su paso por el fútbol portugués, Rodríguez convirtió 32 goles en 107 partidos jugados siendo pieza clave del club y volviéndose un ídolo.[cita requerida]

### AS Monaco
El 24 de mayo de 2013, se conoció su fichaje por la A. S. Mónaco firmando un contrato por cinco años. Fue uno de los fichajes más caros de la Ligue 1 de Francia, siendo en la época el segundo jugador colombiano más costoso de la historia después de Radamel Falcao.
Con este equipo empezó siendo suplente debido a que el director técnico Claudio Ranieri exclamaba que James tenía un problema de mentalidad debido a que su juego no era muy defensivo y no se ajustaba al esquema de Ranieri, finalmente luego de unos partidos en los cuales James brilló por sus actuaciones dando asistencias claras para sus compañeros y colaborando en defensa, se ganaría la titularidad en el equipo.
El 30 de noviembre de 2013, anotó de tiro libre su primer gol con el club monegasco en la victoria 2 a 0 frente al Stade Rennais en un partido válido por la decimoquinta jornada de la Ligue 1 2013/14.
Al final de temporada, terminó con treinta y tres partidos de Liga y diez goles anotados, además fue el Máximo asistente de la Liga Francesa con catorce asistencias. Gracias a la gran temporada de James, sería incluido en el Once Ideal de la Ligue 1 junto a su compañero de equipo Kurzawa, siendo el jugador más joven de la lista con solo veintidós años.
Deco jugador histórico de su club anterior, y de la selección de Portugal, elogió al jugador diciendo que aún puede llegar a un nivel más alto teniendo continuidad en su equipo y agregó:

«James tiene una calidad pura, algo hermoso» Deco.

### Real Madrid CF
Consagración en la Elite del Futbol

James durante su etapa en Real Madrid celebrando su gol frente al FC Barcelona.

El 22 de julio de 2014 fue presentado como nuevo jugador del Real Madrid para las próximas seis temporadas portando el número "10". Jugó su primer partido oficial —y como titular— con el club el 12 de agosto en el partido correspondiente a la disputa de la Supercopa de Europa frente al Sevilla. Tras la victoria por 2-0 el jugador obtuvo su primer título con el Real Madrid. Su primer gol oficial con la camiseta blanca lo anotó el 19 de agosto, en un partido correspondiente a la ida de la Supercopa de España disputado contra el Atlético de Madrid. Ingresó en el segundo tiempo sustituyendo a Cristiano Ronaldo, anotando en el minuto 81 el 1-0 provisional del 1-1 final.
El 16 de septiembre anotó su primer gol en la Liga de Campeones con la camiseta merengue ante el Basilea, encuentro que finalizó por 5-1 a favor del equipo español y en el cual el colombiano anotó el cuarto, Marcó su primer gol por la Liga el 20 de septiembre en la goleada 8 por 2 como visitantes ante el Deportivo La Coruña. El 25 de octubre disputó su primer partido frente al Barcelona marcando una asistencia en la victoria de Real Madrid por 3 a 1.
El 1 de noviembre marcó su primer doblete con el Real Madrid en el partido contra el Granada, anotando en los minutos 31 y 87 en la victoria 4-0 de su equipo. El 2 de diciembre se enfrentó al Cornellà en los dieciseisavos de final de la Copa del Rey marcando dos goles y una asistencia. El 20 de diciembre disputó la final del Mundial de Clubes frente al San Lorenzo en la que venció Real Madrid por 2-0.
El 4 de febrero marcó su primer gol de 2015 en la victoria 2 por 1 sobre Sevilla FC. El 5 de abril, 60 días después de sufrir una lesión del quinto metatarsiano del pie, dio dos asistencias en la histórica victoria de Real Madrid por 9-1 frente al Granada en el Estadio Santiago Bernabéu, jugando solamente 60 minutos. Días más tarde, anotó su primer gol desde su lesión ante el Rayo Vallecano en la victoria por 0-2.
Al finalizar su primera temporada realizó un total de 17 goles y 18 asistencias, que le valieron para el 15 de junio ser incluido en el once ideal de la temporada junto a su compañero de equipo Cristiano Ronaldo, siendo el centrocampista con más goles y asistencias del campeonato.
El 29 de agosto anotó sus dos primeros goles de la nueva temporada 2015-16 en el partido de la segunda jornada de Liga frente al Real Betis, logrando a su tercer doblete con la camiseta merengue. El primero, tras una falta directa y el segundo de chilena certificaron la victoria por 5-0 frente al conjunto andaluz. El 8 de noviembre marcó en la derrota 3-2 en casa del Sevilla FC. El 31 de enero marcó su primer gol del año en la goleada 6 por 0 sobre el Espanyol, volvió a marcar el 13 de febrero en el 4-2 sobre Athletic Club. El 8 de marzo marcó su primer gol en la Liga de Campeones por los octavos de final en el 2-0 ante la AS Roma. El 9 de abril marcó un gol en el 4 por 0 sobre el Eibar, su último gol de la temporada lo hace el 16 de abril en goleada 5 por 1 en su visita a Getafe.
El 18 de septiembre marcó su primer gol de la temporada 2016-17 en la victoria 2-0 en casa del Espanyol. El 30 de noviembre marcó por la Copa en la goleada 6 por 1 sobre Cultural Leonesa. Su primeros dos goles de 2017 los hace en la goleada 3 por 0 sobre Sevilla FC por Copa del Rey marcando su primer gol de tiro penal. El 4 de marzo marcó en el 1-4 frente al Eibar, un mes después marcó en el 2-4 contra CD Leganés. El 23 de abril marcó su primer gol en un clásico en la derrota 2-3 frente al Barcelona en el Estadio Santiago Bernabéu siendo el primer colombiano que logra marcar en un clásico, tres días después volvió a marcar doblete en la goleada 6-2 como visitantes en casa del Deportivo La Coruña, y una semana después volvió a marcar doblete como visitante contra el Granada.

### Bayern Múnich

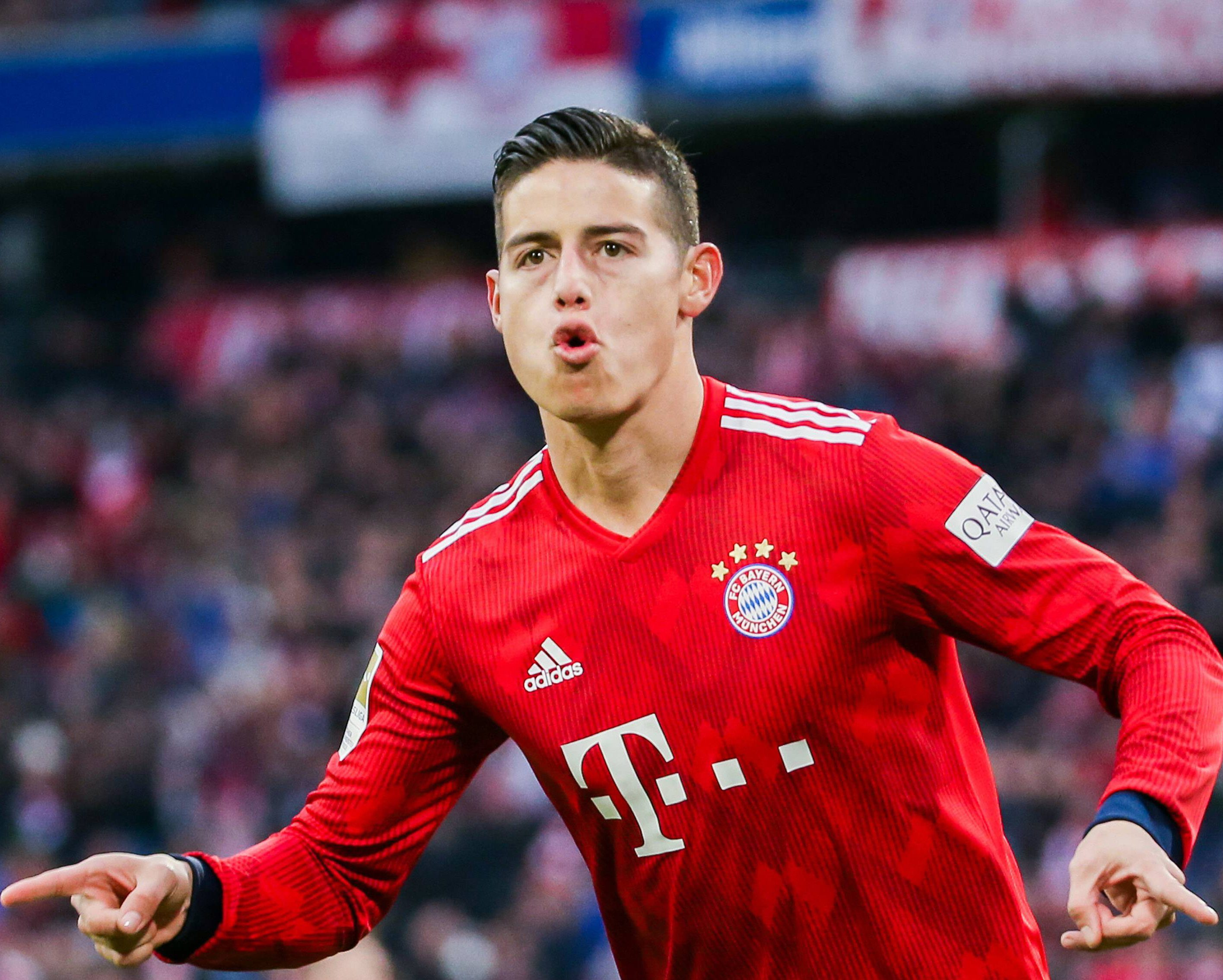
James anotando en un partido de Champions League para el Bayern Múnich.

Finalmente, el 11 de julio de 2017 se oficializó su cesión al Bayern Múnich por dos temporadas con opción a compra al finalizar dicho período. Se reencontró allí con Carlo Ancelotti, uno de sus entrenadores en su etapa en Madrid. Debutó de manera oficial el 9 de septiembre en la derrota 2-0 frente a TSG 1899 Hoffenheim entrando al minuto 78 por Thomas Müller. El 12 de septiembre jugó su primer partido de titular en la goleada 3 por 0 sobre el Club Anderlecht por la Champions League jugando 85 minutos. Su primer gol lo marcó el 19 de septiembre en el resultado 3 por 0 sobre el Schalke 04, además de hacer una asistencia a Arturo Vidal, saliendo como una de las figuras del partido.
El 12 de enero de 2018, dio una asistencia y anotó un gol de tiro libre en la victoria 3 a 1 ante el Bayer Leverkusen. Además su anotación de tiro libre fue considerada como el mejor gol del mes de enero en la Bundesliga. El 31 de marzo jugaría el superclásico alemán frente al Borussia Dortmund anotando un gol y dando 2 asistencias en la histórica victoria 6 a 0, siendo una de las grandes figuras del partido, volvió a marcar el 7 de abril en el 4 por 1 sobre Augsburg. El 1 de mayo marcó su primer gol en la Liga de Campeones valiendo la «ley del ex» marcando el empate a dos goles en el Estadio Santiago Bernabéu ante el Real Madrid por las semifinales. Sin embargo, el Bayern caería eliminado con un global de 4-3. El 5 de mayo marcó su último gol de la temporada en la victoria 3 por 1 en su visita a Köln.
Su primer gol de la temporada 2018-19 lo hizo el 15 de septiembre en la victoria 3 a 1 sobre Bayer Leverkusen después de ingresar desde el banco. A los siete días marcó en la victoria 0-2 frente al Schalke 04, el 22 de octubre marcó en el 3 a 1 en su visita al Wolfsburg. Su primer gol de 2019 lo hace nuevamente al Wolfsburg en la goleada por 6-0. El 17 de marzo marcó su primer hat-trick en el club en la goleada 6-0 contra el Maguncia 05 por la fecha 26 de la Bundesliga, saliendo como la figura del partido.
El 29 de julio de 2019 luego de que el Bayern Múnich no usara la opción de compra que tenía sobre el jugador y tras no tener nuevo equipo, James volvió a entrenarse con el Real Madrid (dueño de su pase) al finalizar sus vacaciones, por lo que no participó en la pretemporada. Debuta el 24 de agosto como titular en el empate a un gol frente al Real Valladolid en el que saldría lesionado. Anotó su primer gol de la temporada 2019-20 el 5 de octubre en la victoria por 4-2 frente al Granada.

### Everton F.C.
El 7 de septiembre de 2020 se hizo oficial su traspaso al Everton Football Club, dirigido por Carlo Ancelotti, entrenador que ya le dirigió en diversas etapas de su carrera. Debuta el 13 de septiembre como titular en la victoria por la mínima como visitantes antes el Tottenham Hotspur. Su primer gol lo marca el 19 de septiembre en su segundo partido por Liga en la goleada 5 por 2 sobre West Bromwich Albion además de dar una asistencia siendo una de las figuras del partido, el 3 de octubre marca su primer doblete en la Premier League en el 4 por 1 sobre Brighton & Hove Albion además de dar una asistencia. Vuelve a marca gol el 27 de enero en el empate a un gol frente a Leicester City, el 6 de febrero marca en el empate a tres goles en su visita al Manchester United, después de una lesión vuelve el 5 de abril con gol para el 1-1 final frente al Crystal Palace.

### Al Rayyan S. C.
En el mes de septiembre de 2021 en busca de oportunidades para poder jugar viaja a Catar, ya que el técnico del Everton, Rafa Benítez, decidió que no contaría con él para la temporada 2021-22. El 22 de septiembre se hace oficial su fichaje por el Al-Rayyan Sports Club del fútbol catarí. El 26 de octubre, tras su tercer partido disputado en el club contra el Al Sailiya, al minuto 74, anota su primer gol en el club catarí bajo asistencia de Abdulaziz Hatem. Luego de una temporada discreta producto de las lesiones, el 15 de septiembre de 2022, Al-Rayyan rescinde el contrato de James Rodríguez de mutuo acuerdo.

### Olympiacos F. C.
El 15 de septiembre de 2022, luego de rescindir contrato con el Al-Rayyan, se anuncia su fichaje de forma libre al Olympiacos F. C. del fútbol de Grecia, con una rebaja sustancial de sueldo y un contrato de un año más otro opcional, con el múltiple campeón helénico. Debuta el 18 de septiembre como titular en la derrota 2-1 como visitantes antes el Aris Salónica. Su primer gol lo anota el 17 de octubre en la derrota 1-2 ante PAOK Salónica. El 13 de abril de 2023, Olympiacos rescinde el contrato de James Rodríguez de mutuo acuerdo.

### São Paulo
El 29 de julio de 2023, el equipo brasileño hace oficial en sus redes la llega del mediocampista colombiano.

### Rayo Vallecano
El 26 de agosto de 2024, el equipo madrileño hace oficial en sus redes la llega del mediocampista colombiano como principal fichaje de la temporada del Centenario del club. El contrato tendrá una duración inicial hasta junio de 2025, aunque hay una cláusula que permite extender el vínculo hasta junio de 2026. Llegó como agente libre tras rescindir su contrato con el São Paulo en el mes de julio. Debido a desavenencias con el entrenador Iñigo Pérez, en enero de 2025, el equipo rayista decide rescindir el contrato de mutuo acuerdo con el jugador.

### Club León
El 13 de enero de 2025, el Club León hace oficial en sus redes la llegada del jugador. El contrato tendrá una duración inicial hasta diciembre de 2025, aunque hay una cláusula que permite extender el vínculo hasta diciembre de 2026.

## Selección nacional

### Categorías inferiores
James fue convocado a la selección sub-20 de Colombia en el Torneo Esperanzas de Toulon por el técnico Eduardo Lara, de la cual se le dio el brazalete de capitán en lugar de Juan David Cabezas, quien lo fue en el Torneo sub-20 Sudamericano de Perú.
Debido a su actuación en el Oporto, James ofició como diez en los partidos del torneo. Colombia, al mando de James, logró llegar a la final al derrotar a México en la semifinal. Al llegar a la final, Francia se adelantó en el marcador, pero casi al final del partido James dio un centro para que Duván Zapata rematara e igualara el marcador, al final Colombia ganaría el torneo en la tanda de penales. No obstante, James se consolidó como el máximo asistente del Torneo con tres asistencias y logró levantar el trofeo como campeón del certamen, además de ser nombrado el mejor jugador del torneo.
Además, fue titular de la selección sub-20 de Colombia, en la Copa Mundial de Fútbol Sub-20 de 2011 que se disputó, precisamente, en Colombia. Con el retorno del también volante de creación Michael Ortega, James se adueñó del mediocampo de la selección. Hizo tres goles, uno de penal ante la selección de Francia, otro ante la de Malí y otro más de penal ante Costa Rica que le daría la clasificación al equipo colombiano por 3-2 en los octavos de final del Mundial en un agónico partido al último minuto. En los cuartos de final la selección mexicana eliminó al conjunto local con un marcador 3-1 a favor de los mexicanos.
James, durante su paso por la selección sub-20, demostró ser un líder, tomando las riendas del equipo juvenil. Posteriormente, y a pesar de no tener la experiencia que muchos periodistas de Colombia creían necesaria, James Rodríguez terminó dando su paso a la selección absoluta, tras recibir la merecida convocatoria por parte de José Pekerman, gracias a sus buenas actuaciones tanto en el Oporto como en la misma selección juvenil.

#### Participaciones en Copas del Mundo Juveniles
| Mundial                               | Sede                               | Resultado                          | PJ | GA | Asis | Prom |
| ------------------------------------- | ---------------------------------- | ---------------------------------- | -- | -- | ---- | ---- |
| Copa Mundial de Fútbol Sub-17 de 2007 | Corea del Sur                      | Octavos de final                   | 3  | 0  | 0    | 0,00 |
| Copa Mundial de Fútbol Sub-20 de 2011 | Colombia                           | Cuartos de final                   | 5  | 3  | 2    | 0,6  |
| Total en Copas del Mundo Juveniles    | Total en Copas del Mundo Juveniles | Total en Copas del Mundo Juveniles | 8  | 3  | 2    | 0,38 |

### Selección absoluta

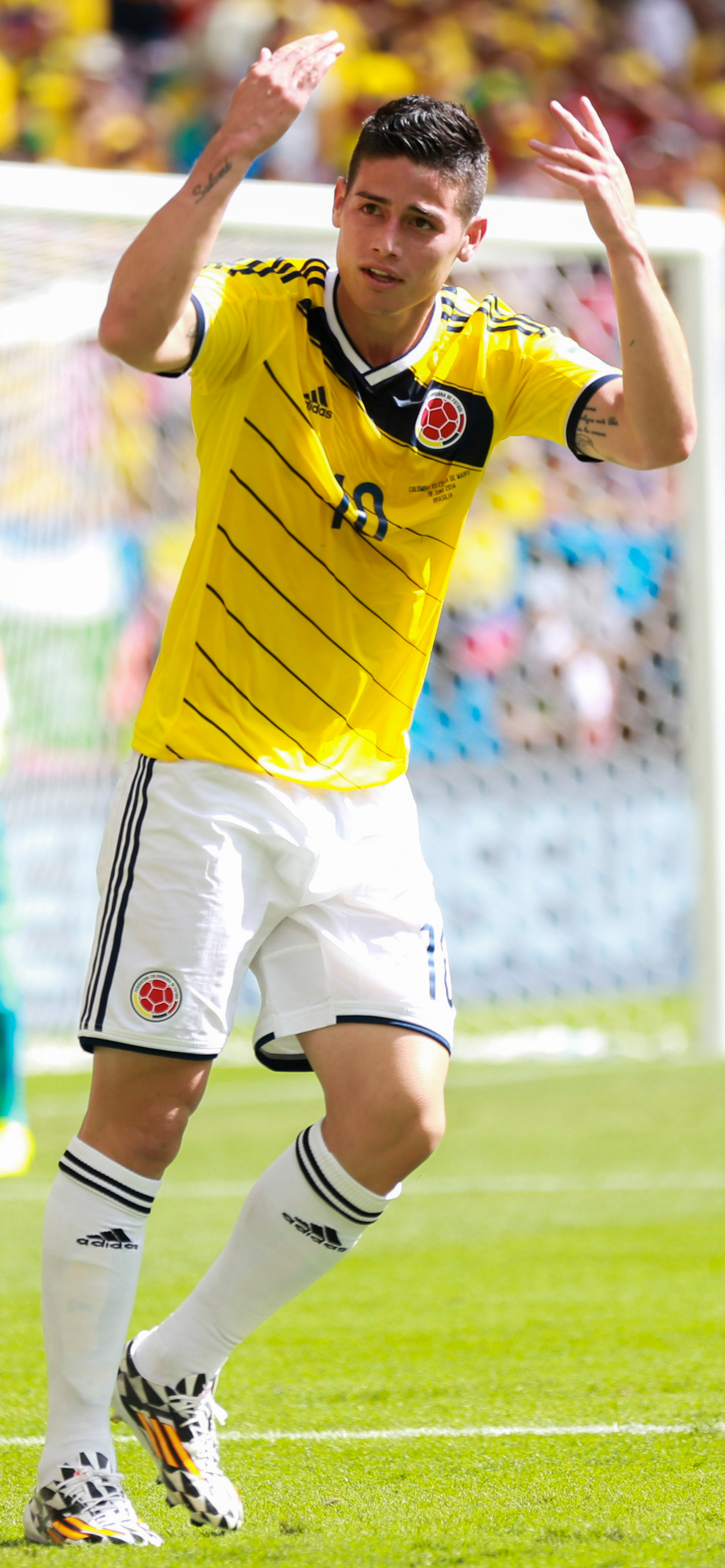
James Rodríguez en Brasil 2014.

El 29 de septiembre de 2011, James fue convocado por el técnico Leonel Álvarez a la selección de mayores para la campaña de clasificación a la Copa Mundial de Fútbol de 2014. Debutó el 11 de octubre en la victoria colombiana sobre Bolivia en La Paz por 2-1, siendo la figura del partido.
El 11 de noviembre de 2011, James Rodríguez tuvo una destacada labor en el partido de eliminatorias al Mundial 2014 entre Colombia y Venezuela, a pesar de que no influyó en el gol del equipo "cafetero", una jugada por la banda le quedó a Jackson Martínez que, tras arrastrar su marca, la tocó para Freddy Guarín, el cual marcó el tanto que puso momentáneamente arriba en el marcador a Colombia; el partido finalizaría 1-1.
En 2012 fue convocado por el nuevo entrenador José Pékerman a un juego amistoso contra la selección mexicana, que terminó 2-0 para Colombia.

James Rodríguez se ganó el respeto de varias leyendas del fútbol colombiano por el sacrificio que muestra en la cancha. Carlos Valderrama declaró:

«No hace falta un Pibe. James ya está bien en esa posición. Hay que hacerle fuerza al hombre que está motivado y hay que apoyarlo porque yo pienso que tenemos un gran jugador. James es mi sucesor.»

Freddy Rincón, destacado delantero colombiano de la década de los 90' y ex-Real Madrid, afirmó:

«Yo hace tiempo no veía un jugador 10 como James Rodríguez, un jugador con tantas ganas y voluntad, incluso ni su propio padre tuvo una actitud así, es un muchacho que aprovechan bien en momentos y en otros momentos lo aprovechan muy mal.»

Faustino Asprilla, uno de los delanteros colombianos más importantes en la historia, afirmó:

«Tiene mucho fútbol para mostrar y para aprender. Es una figura importantísima del país. Con su edad, ya es titular... Para muchos, es impensable tener, como una de las figuras de la selección, un joven de 21 años. Pero es bueno para todos. Puede ser mejor que yo. Puede ser el mejor jugador colombiano de la historia.»

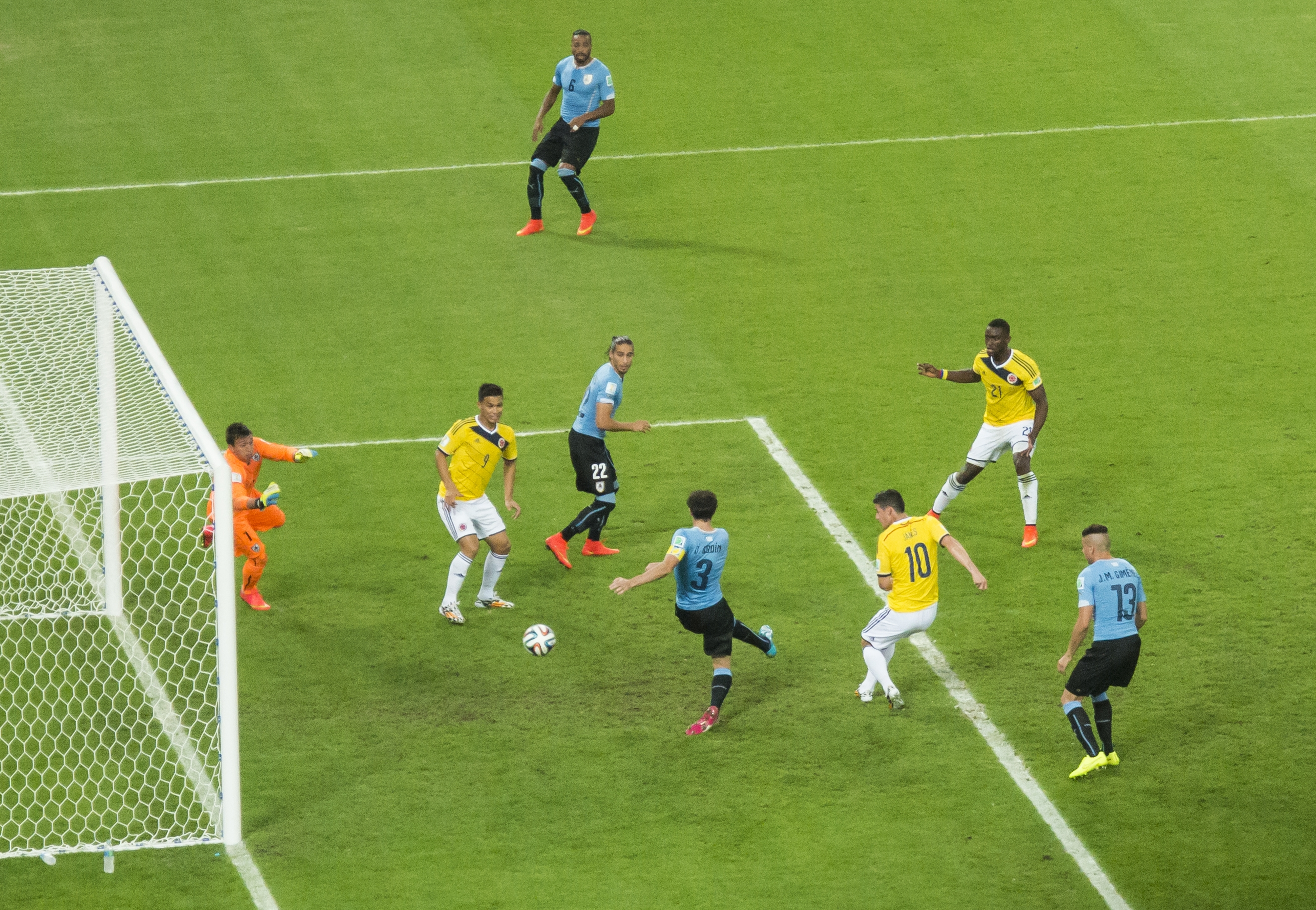
James marcando el segundo gol en los octavos de final en Brasil 2014.

El 28 de mayo de 2012, anotó su primer gol con la selección absoluta de Colombia en la victoria por 7 a 1 frente a Guyana en el amistoso de preparación de la selección de Colombia antes de medirse frente a Perú. Y frente a Perú anotó el único gol de Colombia en la victoria 1 a 0, convirtiéndose en la figura del partido. En un partido de eliminatorias a la Copa Mundial Brasil 2014. El 11 de septiembre de 2012 en la fecha 8 de las Eliminatorias, anotó por la vía del Tiro libre el empate parcial frente a Chile, partido que terminarían remontando los Colombianos por 3-1 después de ir perdiendo 1-0. Además en la Fecha 13 de las eliminatorias, James anotó el gol de la victoria de Colombia sobre Ecuador en el Estadio Metropolitano Roberto Meléndez por 1-0 siendo de paso la figura del partido. James Rodríguez sería al terminar las Eliminatorias Sudamericanas al Mundial uno de los principales referentes de la selección de Colombia, asegurándose el "10" de la selección.

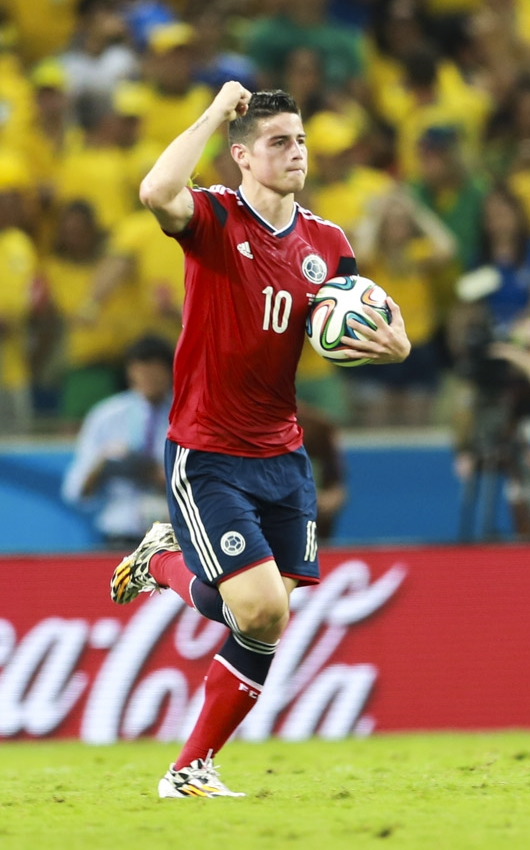
James Rodríguez tras marcar en cuartos de Brasil 2014.

El 13 de mayo de 2014 fue incluido por el entrenador José Pekerman en la lista preliminar de 30 jugadores con miras a la Copa Mundial de Fútbol de 2014. Finalmente, fue seleccionado en la nómina definitiva de 23 jugadores el 2 de junio.
El 27 de junio de 2014 es nombrado por la FIFA como mejor jugador de la fase de grupos de la Copa Mundial de Fútbol de 2014. Durante la fase de grupos del certamen mundial fue pieza fundamental para que su selección lograra el primer puesto de su grupo con 9 puntos, anotando 3 goles ante Grecia, Costa de Marfil y Japón. Posteriormente anotó dos tantos en los octavos de final frente a Uruguay (uno de ellos elegido como el Mejor Gol del Mundial) y un tanto en los cuartos de final frente a Brasil, convirtiéndose así en el jugador colombiano con más goles (6) en las copas del mundo superando a Bernardo Redín y a Adolfo Valencia quienes lograron 2. La leyenda argentina Diego Maradona argumentó que James debería haber ganado el premio del torneo Balón de Oro en lugar de Lionel Messi.

#### Copa América 2015
James fue convocado para representar a Colombia en la Copa América 2015 en Chile, donde su equipo fue eliminado el 27 de junio 5-4 en penales luego del empate a cero goles por los eventuales finalistas, la selección argentina.

#### Copa América Centenario
El verano siguiente, James se unió al equipo de Colombia para la Copa América Centenario y fue nombrado capitán del equipo. El 3 de junio, comenzó marcando gol de tiro penal en la victoria 2 por 0 sobre los locales Estados Unidos, aunque fue forzado a retirarse temprano debido a una lesión. Inicialmente se temió que no pudiera presentarse en el segundo partido de su país contra Paraguay pero se recuperó a tiempo para comenzar el partido y marcando el primer gol en la victoria por 2-1 que selló a su equipo un lugar en los cuartos de final del torneo. Serían eliminado en semifinales luego de caer 2 por 0 con Chile, quedarían en el tercer puesto del torneo al ganarle por la mínima al anfitrión Estados Unidos.

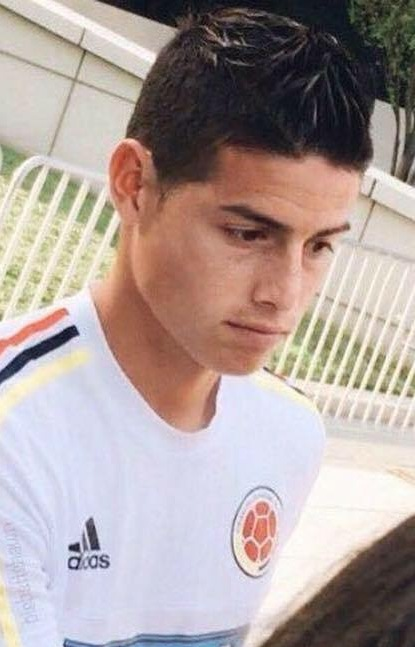
James Rodríguez en 2016.

James hizo su primer gol en las Eliminatorias 2018 en un duelo acalorado contra el campeón de la Copa América, Chile, asegurando un empate 1-1 fuera de casa. A principios de 2016, proporcionó un gol y una asistencia a Carlos Bacca en la victoria 3 a 2 como visitantes contra Bolivia. Días después, ayudó a otro gol en la victoria por 3-1 en casa contra Ecuador. A principios de agosto contribuyó tanto con un gol como con una asistencia a Macnelly Torres en la victoria de Colombia por 2-0 contra Venezuela.
A partir de 2017, James marcó un gol dramático final contra una Bolivia defensiva después de perder el tiro penal y marcó el rebote, la victoria le permitió a Colombia pasar al cuarto lugar dentro del grupo de clasificación, en el siguiente partido marcó un gol en una impresionante victoria 0-2 en Ecuador. Para su primer amistoso del año, James asistió al gol de Radamel Falcao desde la esquina contra España empatando a dos goles el partido, en el siguiente amistoso marcó otro gol en la aplastante victoria 4 por 0 sobre los africanos de Camerún. Para el último partido de clasificación de la Copa Mundial de 2018, James marcó el gol crucial para la clasificación, el partido terminaría empatado 1-1 y otorgando a Colombia el último puesto de calificación automática en el 4° lugar.
El 14 de mayo de 2018 fue incluido por el entrenador José Pekerman en la lista preliminar de 35 jugadores para disputar la Copa Mundial de Fútbol de 2018. Finalmente queda seleccionado en la lista final de 23 jugadores, tras una lesión ingresa en el segundo tiempo de la derrota 2 por 1 frente a Japón en el debut mundialista, en el segundo partido sale como la figura en la goleada 3 por 0 sobre Polonia donde hace dos asistencias, sale lesionado en el primer tiempo de la victoria por la mínima frente a Senegal sellando la clasificación, finalmente caen eliminados en octavos de final por tiros desde el punto penal frente a Inglaterra, James vio el partido desde la gradas al no ser convocado.
El 28 de septiembre de 2018 regresó a la selección de Colombia al ser convocado por Arturo Reyes para los partidos ante Estados Unidos y Costa Rica. El 11 de octubre de 2018 cumplió siete años de debut con la selección anotando un gol de media distancia en la victoria 4-2 contra Estados Unidos. En el segundo encuentro que sería victoria 3-1 contra Costa Rica, hizo una asistencia para el gol de Carlos Bacca.

#### Copa América 2019
El 30 de mayo quedó seleccionado en la lista final de 23 jugadores que disputarían la Copa América 2019 en Brasil. Debutaría con asistencia para el primer gol de Roger Martínez en la victoria 2 por 0 sobre Argentina, en el segundo partido da la asistencia del gol de Duván Zapata para la victoria por la mínima sobre Catar. El 28 de junio por los cuartos de final de la competencia luego de empatar a cero goles frente a Chile, James anotó uno de los penales, al final quedan eliminados 5-4.

#### Copa América 2024
El 11 de julio de 2024, quedándose con 1 menos tras la expulsión de Daniel Muñoz y con un gol de Jefferson Lerma, consigue vencer a Uruguay, la selección  consigue alcanzar la final de Copa América enfrentándose a Argentina 23 años después, logrando superar el invicto de 27 victorias obtenido entre 1992 y 1994 y siendo James MVP  del partido en todas las ocasiones del torneo.

### Participaciones enCopas del Mundo
| Torneo                   | Sede                     | Resultado                | PJ | GA | Asis | Prom |
| ------------------------ | ------------------------ | ------------------------ | -- | -- | ---- | ---- |
| Mundial de Brasil 2014   | Brasil                   | Cuartos de final         | 5  | 6  | 2    | 1,2  |
| Mundial de Rusia 2018    | Rusia                    | Octavos de final         | 3  | 0  | 1    | 0,00 |
| Total en Copas del Mundo | Total en Copas del Mundo | Total en Copas del Mundo | 8  | 6  | 3    | 0,75 |

### Participaciones enCopas América
| Torneo                  | Sede                   | Resultado              | PJ | GA | Asis | Prom |
| ----------------------- | ---------------------- | ---------------------- | -- | -- | ---- | ---- |
| Copa América 2015       | Chile                  | Cuartos de final       | 4  | 0  | 0    | 0,00 |
| Copa América Centenario | Estados Unidos         | Tercer lugar           | 6  | 2  | 1    | 0,3  |
| Copa América 2019       | Brasil                 | Cuartos de final       | 4  | 0  | 1    | 0,00 |
| Copa América 2024       | Estados Unidos         | Subcampeón             | 6  | 1  | 6    | 0,17 |
| Total en Copas América  | Total en Copas América | Total en Copas América | 20 | 3  | 8    | 0,15 |

### Participaciones enEliminatorias al Mundial
| Eliminatoria                               | Sede del Mundial                | Posición               | Resultado   | PJ | GA | Asis | Prom |
| ------------------------------------------ | ------------------------------- | ---------------------- | ----------- | -- | -- | ---- | ---- |
| Eliminatorias Mundial de Brasil 2014       | Brasil                          | 2°lugar 30pts          | Clasificado | 15 | 3  | 3    | 0,2  |
| Eliminatorias Mundial de Rusia 2018        | Rusia                           | 4°lugar 27pts          | Clasificado | 13 | 6  | 4    | 0,46 |
| Eliminatorias Mundial de Catar 2022        | Catar                           | 6°lugar 23pts          | Eliminado   | 10 | 2  | 0    | 0,2  |
| Eliminatorias Mundial de Norteamérica 2026 | Estados Unidos, México y Canadá | 6°lugar 22pts          | En disputa  | 16 | 2  | 5    | 0,17 |
| Total en Eliminatorias                     | Total en Eliminatorias          | Total en Eliminatorias | 2/3         | 54 | 13 | 12   | 0,26 |

#### Goles internacionales
| 1.  | 3 de junio de 2012       | Nacional, Lima, Perú                          | Perú            | 1–0 | 1–0 | Clasificación a Brasil 2014   |
| 2.  | 11 de septiembre de 2012 | Monumental, Santiago, Chile                   | Chile           | 1–1 | 3–1 | Clasificación a Brasil 2014   |
| 3.  | 6 de septiembre de 2013  | Metropolitano, Barranquilla, Colombia         | Ecuador         | 1–0 | 1–0 | Clasificación a Brasil 2014   |
| 4.  | 5 de marzo de 2014       | Cornellà-El Prat, Barcelona, España           | Túnez           | 1–0 | 1–1 | Amistoso                      |
| 5.  | 6 de junio de 2014       | Nuevo Gasómetro, Bs. As., Argentina           | Jordania        | 1–0 | 3–0 | Amistoso                      |
| 6.  | 14 de junio de 2014      | Mineirão, Belo Horizonte, Brasil              | Grecia          | 3–0 | 3–0 | Copa Mundial de 2014          |
| 7.  | 19 de junio de 2014      | Mané Garrincha, Brasília, Brasil              | Costa de Marfil | 1–0 | 2–1 | Copa Mundial de 2014          |
| 8.  | 24 de junio de 2014      | Arena Pantanal, Cuiabá, Brasil                | Japón           | 4–1 | 4–1 | Copa Mundial de 2014          |
| 9.  | 28 de junio de 2014      | Maracaná, Río de Janeiro, Brasil              | Uruguay         | 1–0 | 2–0 | Copa Mundial de 2014          |
| 10. | 28 de junio de 2014      | Maracaná, Río de Janeiro, Brasil              | Uruguay         | 2–0 | 2–0 | Copa Mundial de 2014          |
| 11. | 4 de julio de 2014       | Castelão, Fortaleza, Brasil                   | Brasil          | 1–2 | 1–2 | Copa Mundial de 2014          |
| 12. | 14 de octubre de 2014    | Red Bull Arena, Harrison, EEUU                | Canadá          | 1–0 | 1–0 | Amistoso                      |
| 13. | 12 de noviembre de 2015  | Nacional, Santiago, Chile                     | Chile           | 1–1 | 1–1 | Clasificación a Rusia 2018    |
| 14. | 24 de marzo de 2016      | Hernando Siles, La Paz, Bolivia               | Bolivia         | 1–0 | 3–2 | Clasificación a Rusia 2018    |
| 15. | 3 de junio de 2016       | Levi's Stadium, Santa Clara, EEUU             | Estados Unidos  | 2–0 | 2–0 | Copa América Centenario       |
| 16. | 7 de junio de 2016       | Rose Bowl, Pasadena, EEUU                     | Paraguay        | 2–0 | 2–1 | Copa América Centenario       |
| 17. | 1 de septiembre de 2016  | Metropolitano, Barranquilla, Colombia         | Venezuela       | 1–0 | 2–0 | Clasificación a Rusia 2018    |
| 18. | 23 de marzo de 2017      | Metropolitano, Barranquilla, Colombia         | Bolivia         | 1–0 | 1–0 | Clasificación a Rusia 2018    |
| 19. | 28 de marzo de 2017      | Olímpico Atahualpa, Quito, Ecuador            | Ecuador         | 1–0 | 2–0 | Clasificación a Rusia 2018    |
| 20. | 13 de junio de 2017      | Coliseum, Getafe, España                      | Camerún         | 1–0 | 4–0 | Amistoso                      |
| 21. | 10 de octubre de 2017    | Nacional, Lima, Perú                          | Perú            | 1–0 | 1–1 | Clasificación a Rusia 2018    |
| 22. | 11 de octubre de 2018    | Raymond James Stadium, Tampa, EEUU            | Estados Unidos  | 1-0 | 4-2 | Amistoso                      |
| 23. | 17 de noviembre de 2020  | Olímpico Atahualpa, Quito, Ecuador            | Ecuador         | 4–1 | 6–1 | Clasificación a Catar 2022    |
| 24. | 29 de marzo de 2022      | Cachamay, Puerto Ordaz, Venezuela             | Venezuela       | 0–1 | 0–1 | Clasificación a Catar 2022    |
| 25. | 24 de septiembre de 2022 | Red Bull Arena, Nueva Jersey, EEUU            | Guatemala       | 1–0 | 4–1 | Amistoso                      |
| 26. | 24 de marzo de 2023      | Ulsan Munsu, Ulsan, Corea del Sur             | Corea del Sur   | 2–2 | 2–2 | Amistoso                      |
| 27. | 12 de octubre de 2023    | Metropolitano, Barranquilla, Colombia         | Uruguay         | 1–0 | 2–2 | Clasificación al Mundial 2026 |
| 28. | 6 de julio de 2024       | State Farm Stadium, Glendale, Estados Unidos  | Panamá          | 2–0 | 5–0 | Copa América 2024             |
| 29. | 10 de septiembre de 2024 | Estadio Metropolitano, Barranquilla, Colombia | Argentina       | 2-1 | 2-1 | Clasificación al Mundial 2026 |

## Estadísticas

### Clubes
Actualizado al último partido jugado el 11 de mayo de 2025.
| Club | Div.          | Temporada     | Liga  | Liga  | Liga   | Copas (1) | Copas (1) | Copas (1) | Internacional (2) | Internacional (2) | Internacional (2) | Total (3) | Total (3) | Total (3) | Media goleadora |
| Club | Div.          | Temporada     | Part. | Goles | Asist. | Part.     | Goles     | Asist.    | Part.             | Goles             | Asist.            | Part.     | Goles     | Asist.    | Media goleadora |
| --- | ------------- | ------------- | ----- | ----- | ------ | --------- | --------- | --------- | ----------------- | ----------------- | ----------------- | --------- | --------- | --------- | --------------- |
| Envigado F. C. · Colombia | 1.a           | 2006-07       | 8     | -     | -      | -         | -         | -         | -                 | -                 | -                 | 8         | 0         | 0         | 0               |
| Envigado F. C. · Colombia | 1.a           | 2007-08       | 22    | 9     | -      | -         | -         | -         | -                 | -                 | -                 | 22        | 9         | -         | 0.4             |
| Envigado F. C. · Colombia | Total club    | Total club    | 30    | 9     | 0      | 0         | 0         | 0         | 0                 | 0                 | 0                 | 30        | 9         | 0         | 0.24            |
| Banfield Argentina | 1.a           | 2008-09       | 13    | 1     | -      | -         | -         | -         | -                 | -                 | -                 | 13        | 1         | -         | 0.08            |
| Banfield Argentina | 1.a           | 2009-10       | 30    | 4     | 6      | -         | -         | -         | 8                 | 5                 | 2                 | 38        | 9         | 8         | 0.24            |
| Banfield Argentina | Total club    | Total club    | 43    | 5     | 6      | 0         | 0         | 0         | 8                 | 5                 | 2                 | 51        | 10        | 8         | 0.20            |
| F. C. Porto Portugal | 1.a           | 2010-11       | 15    | 2     | 11     | 8         | 3         | 2         | 9                 | 1                 | 5                 | 32        | 6         | 18        | 0.19            |
| F. C. Porto Portugal | 1.a           | 2011-12       | 26    | 13    | 9      | 4         | -         | 1         | 8                 | 1                 | 2                 | 38        | 14        | 12        | 0.37            |
| F. C. Porto Portugal | 1.a           | 2012-13       | 24    | 10    | 9      | 6         | 1         | 2         | 8                 | 1                 | 1                 | 38        | 12        | 12        | 0.32            |
| F. C. Porto Portugal | Total club    | Total club    | 65    | 25    | 29     | 18        | 4         | 5         | 25                | 3                 | 8                 | 108       | 32        | 42        | 0.30            |
| A. S. Monaco F. C. Francia | 1.a           | 2013-14       | 34    | 9     | 12     | 4         | 1         | 2         | -                 | -                 | -                 | 38        | 10        | 14        | 0.32            |
| A. S. Monaco F. C. Francia | Total club    | Total club    | 34    | 9     | 12     | 4         | 1         | 2         | 0                 | 0                 | 0                 | 38        | 10        | 14        | 0.32            |
| Real Madrid C. F. · España | 1.a           | 2014-15       | 29    | 13    | 13     | 6         | 3         | 2         | 11                | 1                 | 3                 | 46        | 17        | 18        | 0.37            |
| Real Madrid C. F. · España | 1.a           | 2015-16       | 26    | 7     | 8      | 1         | -         | 2         | 5                 | 1                 | -                 | 32        | 8         | 10        | 0.25            |
| Real Madrid C. F. · España | 1.a           | 2016-17       | 22    | 8     | 6      | 3         | 3         | 4         | 8                 | -                 | 3                 | 33        | 11        | 12        | 0.33            |
| Real Madrid C. F. · España | 1.a           | 2019-20       | 8     | 1     | 1      | 4         | -         | 1         | 2                 | -                 | -                 | 14        | 1         | 2         | 0.10            |
| Real Madrid C. F. · España | Total club    | Total club    | 85    | 29    | 28     | 14        | 6         | 9         | 26                | 2                 | 6                 | 125       | 37        | 42        | 0.30            |
| Bayern Múnich · Alemania | 1.a           | 2017-18       | 23    | 7     | 11     | 4         | -         | 1         | 12                | 1                 | 2                 | 39        | 8         | 14        | 0.21            |
| Bayern Múnich · Alemania | 1.a           | 2018-19       | 20    | 7     | 4      | 3         | -         | 1         | 5                 | -                 | 1                 | 28        | 7         | 6         | 0.25            |
| Bayern Múnich · Alemania | Total club    | Total club    | 43    | 14    | 15     | 7         | 0         | 2         | 17                | 1                 | 3                 | 67        | 15        | 20        | 0.22            |
| Everton F. C. Inglaterra | 1.a           | 2020-21       | 23    | 6     | 5      | 3         | -         | 4         | -                 | -                 | -                 | 26        | 6         | 9         | 0.23            |
| Everton F. C. Inglaterra | Total club    | Total club    | 23    | 6     | 5      | 3         | 0         | 4         | 0                 | 0                 | 0                 | 26        | 6         | 9         | 0.23            |
| Al-Rayyan S. C. Catar | 1.a           | 2021-22       | 12    | 4     | 7      | 3         | 1         | 0         | -                 | -                 | -                 | 15        | 5         | 7         | 0.33            |
| Al-Rayyan S. C. Catar | 1.a           | 2022-23       | 1     | -     | -      | -         | -         | -         | -                 | -                 | -                 | 1         | 0         | 0         | 0.00            |
| Al-Rayyan S. C. Catar | Total club    | Total club    | 13    | 4     | 7      | 3         | 1         | 0         | 0                 | 0                 | 0                 | 16        | 5         | 7         | 0.31            |
| Olympiacos F. C. · Grecia | 1.a           | 2022-23       | 20    | 5     | 6      | 3         | -         | -         | -                 | -                 | -                 | 23        | 5         | 6         | 0.24            |
| Olympiacos F. C. · Grecia | Total club    | Total club    | 20    | 5     | 6      | 3         | 0         | 0         | 0                 | 0                 | 0                 | 23        | 5         | 6         | 0.24            |
| São Paulo F. C. · Brasil | 1.a           | 2023          | 12    | 1     | 2      | -         | -         | -         | 2                 | -                 | 1                 | 16        | 1         | 3         | 0.11            |
| São Paulo F. C. · Brasil | 1.a           | 2024          | 2     | -     | -      | 2         | 1         | 1         | 2                 | -                 | -                 | 6         | 1         | 1         | 0.11            |
| São Paulo F. C. · Brasil | Total club    | Total club    | 14    | 1     | 2      | 2         | 1         | 1         | 4                 | 0                 | 1                 | 22        | 2         | 4         | 0.11            |
| Rayo Vallecano · España | 1.a           | 2024-25       | 6     | 0     | 0      | 1         | 0         | 1         | -                 | -                 | -                 | 7         | 0         | 1         | 0               |
| Rayo Vallecano · España | Total club    | Total club    | 6     | 0     | 0      | 1         | 0         | 1         | 0                 | 0                 | 0                 | 7         | 0         | 1         | 0               |
| Club León · México | 1.a           | 2024-25       | 17    | 2     | 6      | -         | -         | -         | -                 | -                 | -                 | 17        | 2         | 6         | 0.12            |
| Club León · México | 1.a           | 2025-26       | 3     | 1     | 0      | -         | -         | -         | 1                 | 0                 | 1                 | 4         | 1         | 1         | 0.25            |
| Club León · México | Total club    | Total club    | 20    | 3     | 6      | 0         | 0         | 0         | 1                 | 0                 | 1                 | 21        | 3         | 7         | 0.14            |
| Total carrera | Total carrera | Total carrera | 394   | 111   | 116    | 54        | 13        | 24        | 81                | 11                | 21                | 532       | 134       | 161       | 0.25            |
| (1) Incluye datos de Taça da Liga, Taça de Portugal, SuperTaça (2010-13) / Coupe de la Ligue, Coupe de France (2013-14) / Supercopa, Copa del Rey (2014-17, 2019-20, 2024-25) / DFB-Pokal, DFL-Supercup (2017-19) / F. A. Cup, EFL Cup (2020-21) / Copa del Emir, Copa de Catar (2021-22) / Copa de Grecia (2022-23) / Copa de Brasil, Supercopa de Brasil (2023-24). (2) Incluye datos de Copa Libertadores (2009-10, 2024), Copa Sudamericana (2023) / Liga Europa (2010-12), Liga de Campeones (2011-13, 2014-20), SuperCup (2011, 2014, 2016), Mundial de Clubes (2014, 2016) y Leagues Cup (2025). (3) No incluye goles en partidos amistosos. |               |               |       |       |        |           |           |           |                   |                   |                   |           |           |           |                 |

### Selección
Actualizado al último partido jugado el 10 de junio de 2025.
| Selección                                                                                                  | Año           | Amistosos | Amistosos | Amistosos | Sudamérica(1) | Sudamérica(1) | Sudamérica(1) | Mundial | Mundial | Mundial | Total | Total | Total  | Media goleadora |
| Selección                                                                                                  | Año           | Part.     | Goles     | Asist.    | Part.         | Goles         | Asist.        | Part.   | Goles   | Asist.  | Part. | Goles | Asist. | Media goleadora |
| --- | ------------- | --------- | --------- | --------- | ------------- | ------------- | ------------- | ------- | ------- | ------- | ----- | ----- | ------ | --------------- |
| Sub-17 · Colombia                                                                                          | 2007          | -         | -         | -         | 8             | 3             | 0             | 3       | 0       | 1       | 11    | 3     | 1      | 0.27            |
| Sub-17 · Colombia                                                                                          | Total         | 0         | 0         | 0         | 8             | 3             | 0             | 3       | 0       | 1       | 11    | 3     | 1      | 0.27            |
| Sub-20 · Colombia                                                                                          | 2011          | -         | -         | -         | 6             | 2             | 0             | 5       | 3       | 3       | 11    | 5     | 3      | 0.45            |
| Sub-20 · Colombia                                                                                          | Total         | 0         | 0         | 0         | 6             | 2             | 0             | 5       | 3       | 3       | 11    | 5     | 3      | 0.45            |
| Absoluta · Colombia                                                                                        | 2011          | 0         | 0         | 0         | 3             | 0             | 1             | -       | -       | -       | 3     | 0     | 1      | 0               |
| Absoluta · Colombia                                                                                        | 2012          | 2         | 0         | 1         | 5             | 2             | 1             | -       | -       | -       | 7     | 2     | 2      | 0.29            |
| Absoluta · Colombia                                                                                        | 2013          | 3         | 0         | 1         | 7             | 1             | 1             | -       | -       | -       | 10    | 1     | 2      | 0.10            |
| Absoluta · Colombia                                                                                        | 2014          | 7         | 3         | 2         | -             | -             | -             | 5       | 6       | 2       | 12    | 9     | 4      | 0.75            |
| Absoluta · Colombia                                                                                        | 2015          | 2         | 0         | 0         | 6             | 1             | 1             | -       | -       | -       | 8     | 1     | 1      | 0.12            |
| Absoluta · Colombia                                                                                        | 2016          | 0         | 0         | 0         | 12            | 4             | 4             | -       | -       | -       | 12    | 4     | 4      | 0.33            |
| Absoluta · Colombia                                                                                        | 2017          | 3         | 1         | 3         | 5             | 3             | 1             | -       | -       | -       | 8     | 4     | 4      | 0.5             |
| Absoluta · Colombia                                                                                        | 2018          | 5         | 1         | 4         | 0             | 0             | 0             | 3       | 0       | 2       | 8     | 1     | 6      | 0.14            |
| Absoluta · Colombia                                                                                        | 2019          | 4         | 0         | 1         | 4             | 0             | 2             | -       | -       | -       | 8     | 0     | 3      | 0               |
| Absoluta · Colombia                                                                                        | 2020          | 0         | 0         | 0         | 4             | 1             | 0             | -       | -       | -       | 4     | 1     | 0      | 0.25            |
| Absoluta · Colombia                                                                                        | 2021          | 0         | 0         | 0         | 2             | 0             | 0             | -       | -       | -       | 2     | 0     | 0      | 0               |
| Absoluta · Colombia                                                                                        | 2022          | 3         | 1         | 0         | 4             | 1             | 0             | -       | -       | -       | 7     | 2     | 0      | 0.29            |
| Absoluta · Colombia                                                                                        | 2023          | 1         | 1         | 0         | 6             | 1             | 2             | -       | -       | -       | 7     | 2     | 2      | 0.29            |
| Absoluta · Colombia                                                                                        | 2024          | 4         | 0         | 0         | 12            | 2             | 8             | -       | -       | -       | 16    | 2     | 8      | 0.13            |
| Absoluta · Colombia                                                                                        | 2025          | 0         | 0         | 0         | 4             | 0             | 1             | -       | -       | -       | 4     | 0     | 1      | 0               |
| Absoluta · Colombia                                                                                        | Total         | 34        | 7         | 12        | 74            | 16            | 22            | 8       | 6       | 4       | 110   | 29    | 36     | 0.26            |
| Total carrera                                                                                              | Total carrera | 34        | 7         | 12        | 88            | 21            | 22            | 16      | 9       | 8       | 132   | 37    | 40     | 0.28            |
| (1) Incluye datos de Sudamericano Sub-17, Sudamericano Sub-20, Eliminatorias Sudamericanas y Copa América. |               |           |           |           |               |               |               |         |         |         |       |       |        |                 |

### Tripletes
| 1 | 22 de mayo de 2011  | Estádio Nacional, Oeiras | Porto – Vitória Guimarães |  | 6 - 2 | Supercopa de Portugal |
| 2 | 17 de marzo de 2019 | Allianz Arena, Múnich    | Bayern Múnich – Mainz 05  |  | 6 - 0 | 1. Bundesliga 2018-19 |

## Palmarés

### Títulos nacionales
| Título                        | Club                | País      | Año     |
| ----------------------------- | ------------------- | --------- | ------- |
| Primera B                     | Envigado F. C.      | Colombia  | 2007    |
| Primera División de Argentina | C. A. Banfield      | Argentina | A-2009  |
| Supercopa de Portugal         | F. C. Oporto        | Portugal  | 2011    |
| Primeira Liga                 | F. C. Oporto        | Portugal  | 2010-11 |
| Copa de Portugal              | F. C. Oporto        | Portugal  | 2010-11 |
| Primeira Liga                 | F. C. Oporto        | Portugal  | 2011-12 |
| Supercopa de Portugal         | F. C. Oporto        | Portugal  | 2012    |
| Primeira Liga                 | F. C. Oporto        | Portugal  | 2012-13 |
| Supercopa de Portugal         | F. C. Oporto        | Portugal  | 2013    |
| Primera División de España    | Real Madrid C. F.   | España    | 2016-17 |
| Supercopa de Alemania         | F. C. Bayern Múnich | Alemania  | 2017    |
| Bundesliga                    | F. C. Bayern Múnich | Alemania  | 2017-18 |
| Supercopa de Alemania         | F. C. Bayern Múnich | Alemania  | 2018    |
| Bundesliga                    | F. C. Bayern Múnich | Alemania  | 2018-19 |
| Copa de Alemania              | F. C. Bayern Múnich | Alemania  | 2018-19 |
| Supercopa de España           | Real Madrid C. F.   | España    | 2020    |
| Primera División de España    | Real Madrid C. F.   | España    | 2019-20 |
| Copa de Brasil                | São Paulo F. C.     | Brasil    | 2023    |

### Títulos internacionales
| Título                            | Club              | Sede      | Año     |
| --------------------------------- | ----------------- | --------- | ------- |
| Liga de Europa de la UEFA         | F. C. Oporto      | Dublín    | 2010-11 |
| Supercopa de Europa               | Real Madrid C. F. | Cardiff   | 2014    |
| Copa Mundial de Clubes de la FIFA | Real Madrid C. F. | Marruecos | 2014    |
| Liga de Campeones de la UEFA      | Real Madrid C. F. | Milán     | 2015-16 |
| Supercopa de Europa               | Real Madrid C. F. | Trondheim | 2016    |
| Copa Mundial de Clubes de la FIFA | Real Madrid C. F. | Japón     | 2016    |
| Liga de Campeones de la UEFA      | Real Madrid C. F. | Cardiff   | 2016-17 |

### Distinciones individuales
| Distinción                                                                             | Año  |
| -------------------------------------------------------------------------------------- | ---- |
| Jugador revelación de la Liga Argentina                                                | 2009 |
| Mejor Jugador Joven de la Copa Libertadores                                            | 2010 |
| Mejor Jugador del Torneo Esperanzas de Toulon                                          | 2011 |
| Revelación del "Año Dragón de Oro"                                                     | 2011 |
| Jugador revelación en Portugal                                                         | 2013 |
| Incluido en el Once Ideal de la Liga Francesa (L'Equipe)                               | 2014 |
| Mejor jugador joven de la Liga Francesa (L'Equipe)                                     | 2014 |
| Máximo asistente de la Liga Francesa                                                   | 2014 |
| MVP contra Costa de Marfil-Grecia-Uruguay de la Copa Mundial de Fútbol de 2014         | 2014 |
| Mejor Jugador Primera Fase de la Copa Mundial de Fútbol de 2014                        | 2014 |
| Mejor Gol de la Copa Mundial de Fútbol de 2014                                         | 2014 |
| Bota de Oro de la Copa Mundial de Fútbol de 2014                                       | 2014 |
| Equipo de las Estrellas de la Copa Mundial de Fútbol de 2014                           | 2014 |
| Incluido en el Once Ideal de la Liga Española en el mes de octubre según Goal.com      | 2014 |
| Incluido en el Once Ideal de la Liga Española en el mes de noviembre                   | 2014 |
| Globe Soccer Awards al Jugador revelación del año                                      | 2014 |
| Mejor Deportista de América Asociación Internacional de la Prensa Deportiva de América | 2014 |
| Personaje del Año en Colombia El Espectador                                            | 2014 |
| Premio IFFHS – Mejor Centrocampista del Mundo (3º)                                     | 2014 |
| Nominado al FIFA Balón de Oro (8º)                                                     | 2014 |
| Premio Puskás al Mejor Gol del Año                                                     | 2014 |
| Incluido en el Once Ideal de la Liga Española en el mes de abril                       | 2015 |
| Incluido en el equipo ideal de la Liga BBVA 2014-15                                    | 2015 |
| Jugador del partido contra Perú en la Copa América 2015                                | 2015 |
| Mejor Centrocampista de la Liga BBVA                                                   | 2015 |
| Mejor Centrocampista de Europa                                                         | 2015 |
| Nominado al FIFA Balón de Oro (19º)                                                    | 2015 |
| Jugador del partido contra Paraguay en la Copa América 2016                            | 2016 |
| Incluido en el Once Ideal de la primera fase de la Copa América 2016                   | 2016 |
| Mejor jugador en el mes de enero en Bayern Múnich                                      | 2018 |
| Mejor jugador latinoamericano de la 1. Bundesliga 2017-18                              | 2018 |
| Incluido en el equipo de la temporada de la 1. Bundesliga 2017-18                      | 2018 |
| Incluido en el equipo de la temporada de la Liga de Campeones de la UEFA 2017-18       | 2018 |
| MVP contra Polonia de la Copa Mundial de Fútbol de 2018                                | 2018 |
| Jugador del partido contra Catar en la Copa América 2019                               | 2019 |
| Mejor jugador en el mes de marzo en Bayern Múnich                                      | 2019 |
| Incluido en el equipo ideal de la Copa América 2019                                    | 2019 |
| Máximo asistente de la FA Cup 2020-21                                                  | 2021 |
| Incluido en cuadro de leyendas del Real Madrid                                         | 2022 |
| Mejor jugador del mes de octubre en la Superliga de Grecia                             | 2022 |
| Mejor jugador del partido vs. Paraguay-Brasil-Panamá-Uruguay de la Copa América 2024   | 2024 |
| Máximo asistente (6) de la Copa América 2024                                           | 2024 |
| Mejor jugador de la Copa América 2024                                                  | 2024 |

| Predecesor: Thomas Müller | Bota de Oro de la Copa Mundial de la FIFA 2014 | Sucesor: Harry Kane |

## Vida privada
Entre 2010 y 2017 estuvo casado con la jugadora de voleibol y empresaria Daniela Ospina, hermana del futbolista David Ospina. El 29 de mayo de 2013 tuvieron una hija llamada Salomé Rodríguez Ospina.
Poco después tuvo a su hijo menor llamado Samuel.